# Parigi-Nizza 1956
La Parigi-Nizza 1956, quattordicesima edizione della corsa, si svolse dal 13 al 17 marzo su un percorso di 1 074 km ripartiti in 5 tappe (la quarta suddivisa in due semitappe). Fu vinta dal belga Fred De Bruyne davanti ai francesi Pierre Barbotin e  François Mahé.

## Tappe
| Tappa  | Data     | Percorso                           | km   | Vincitore di tappa | Leader cl. generale |
| ------ | -------- | ---------------------------------- | ---- | ------------------ | ------------------- |
| 1ª     | 13 marzo | Parigi > Clamecy                   | 195  | Fred De Bruyne     | Fred De Bruyne      |
| 2ª     | 14 marzo | Clamecy > Saint-Étienne            | 279  | Germain Derycke    | Germain Derycke     |
| 3ª     | 15 marzo | Saint-Étienne > Vergèze            | 250  | Germain Derycke    | Germain Derycke     |
| 4ª-1ª  | 16 marzo | Nîmes > Apt                        | 90   | Camille Huyghe     | Germain Derycke     |
| 4ª-2ª  | 16 marzo | Apt > Manosque (cron. individuale) | 52   | Fred De Bruyne     | Fred De Bruyne      |
| 5ª     | 17 marzo | Manosque > Nizza                   | 238  | Renato Ponzini     | Fred De Bruyne      |
| Totale | Totale   | Totale                             | 1074 |                    |                     |

## Dettagli delle tappe

### 1ª tappa
- 13 marzo: Parigi > Clamecy – 195 km

| Pos. | Corridore         | Squadra    | Tempo    |
| ---- | ----------------- | ---------- | -------- |
| 1    | Fred De Bruyne    | Mercier-BP | 5h00'22" |
| 2    | Eugenio Bertoglio | Arbos-Bif  | s.t.     |
| 3    | François Mahé     | Geminiani  | s.t.     |

| Pos. | Corridore      | Squadra    | Tempo    |
| ---- | -------------- | ---------- | -------- |
| 1    | Fred De Bruyne | Mercier-BP | 5h00'22" |

### 2ª tappa
- 14 marzo: Clamecy > Saint-Étienne – 279 km

| Pos. | Corridore       | Squadra | Tempo    |
| ---- | --------------- | ------- | -------- |
| 1    | Germain Derycke | Faema   | 7h54'13" |
| 2    | Rik Van Looy    | Faema   | a 37"    |
| 3    | Seamus Elliott  | Helyett | s.t.     |

| Pos. | Corridore       | Squadra | Tempo |
| ---- | --------------- | ------- | ----- |
| 1    | Germain Derycke | Faema   |       |

### 3ª tappa
- 15 marzo: Saint-Étienne > Vergèze – 250 km

| Pos. | Corridore       | Squadra    | Tempo    |
| ---- | --------------- | ---------- | -------- |
| 1    | Germain Derycke | Faema      | 6h31'32" |
| 2    | Fred De Bruyne  | Mercier-BP | s.t.     |
| 3    | Georges Gay     | Rochet     | s.t.     |

| Pos. | Corridore       | Squadra | Tempo |
| ---- | --------------- | ------- | ----- |
| 1    | Germain Derycke | Faema   |       |

### 4ª tappa - 1ª semitappa
- 16 marzo: Nîmes > Apt (cron. individuale)  – 90 km

| Pos. | Corridore      | Squadra | Tempo    |
| ---- | -------------- | ------- | -------- |
| 1    | Camille Huyghe | Bertin  | 2h17'55" |
| 2    | Gilbert Desmet | Bertin  | s.t.     |
| 3    | Seamus Elliott | Helyett | s.t.     |

| Pos. | Corridore       | Squadra | Tempo |
| ---- | --------------- | ------- | ----- |
| 1    | Germain Derycke | Faema   |       |

### 4ª tappa - 2ª semitappa
- 16 marzo: Apt > Manosque  – 52 km

| Pos. | Corridore       | Squadra    | Tempo    |
| ---- | --------------- | ---------- | -------- |
| 1    | Fred De Bruyne  | Mercier-BP | 1h27'18" |
| 2    | Pierre Barbotin | Geminiani  | a 2'28"  |
| 3    | Seamus Elliott  | Helyett    | a 4'08"  |

| Pos. | Corridore      | Squadra    | Tempo |
| ---- | -------------- | ---------- | ----- |
| 1    | Fred De Bruyne | Mercier-BP |       |

### 5ª tappa
- 17 marzo: Manosque > Nizza – 238 km

| Pos. | Corridore       | Squadra    | Tempo    |
| ---- | --------------- | ---------- | -------- |
| 1    | Renato Ponzini  | Arbos      | 7h08'18" |
| 2    | René Privat     | Mercier-BP | s.t.     |
| 3    | Désiré Keteleer | Faema      | s.t.     |

| Pos. | Corridore      | Squadra    | Tempo     |
| ---- | -------------- | ---------- | --------- |
| 1    | Fred De Bruyne | Mercier-BP | 30h23'23" |

## Classifiche finali

### Classifica generale
| Pos. | Corridore        | Squadra                 | Tempo     |
| ---- | ---------------- | ----------------------- | --------- |
| 1    | Fred De Bruyne   | Mercier-BP-Hutchinson   | 30h23'23" |
| 2    | Pierre Barbotin  | Saint Raphael-Geminiani | a 3'58"   |
| 3    | François Mahé    | Saint Raphael-Geminiani | a 4'36"   |
| 4    | Georges Meunier  | Rochet                  | a 6'47"   |
| 5    | Camille Huyghe   | Bertin                  | a 6'58"   |
| 6    | Jozef Verhelst   | Faema                   | a 7'08"   |
| 7    | Gianni Ferlenghi | Arbos-Bif-Clement       | a 7'52"   |
| 8    | Jean Dotto       | Saint Raphael-Geminiani | a 7'55"   |
| 9    | René Privat      | Mercier-BP-Hutchinson   | a 8'24"   |
| 10   | Jean Forestier   | Follis                  | a 8'30"   |